# Rudi Fischer
Rudolf »Rudi« Fischer, švicarski dirkač Formule 1, * 19. april 1912, Stuttgart, Nemčija, † 30. december 1976, Luzern, Švica.

## Življenjepis
Debitiral je v sezoni 1951, največje uspehe pa je dosegel v naslednji sezoni 1952, ko je dosegel drugo mesto na domači in prvi dirki sezone dirki za Veliko nagrado Švice in tretje mesto na dirki za Veliko nagrado Nemčije. Umrl je leta 1976.

## Popolni rezultati Formule 1
(legenda) (odebeljene dirke pomenijo najboljši štartni položaj, poševne pa najhitrejši krog, †-uvrščen kljub odstopu)
| Leto | Moštvo         | Šasija      | Motor       | 1      | 2   | 3   | 4      | 5     | 6     | 7   | 8       | Prv | Toč |
| ---- | -------------- | ----------- | ----------- | ------ | --- | --- | ------ | ----- | ----- | --- | ------- | --- | --- |
| 1951 | Ecurie Espadon | Ferrari 212 | Ferrari V12 | ŠVI 11 | 500 | BEL | FRA    | VB    | NEM 6 | ITA | ŠPA     | -   | 0   |
| 1952 | Ecurie Espadon | Ferrari 500 | Ferrari L4  | ŠVI 2  | 500 | BEL | FRA 11 | VB 13 | NEM 3 | NIZ | ITA Ret | 4.  | 10  |